# ريتشارد وينسور
ريتشارد وينسور (بالإنجليزية: Richard Winsor)‏ هو ممثل بريطاني، ولد في 4 يناير 1982 في نوتنغهامشير في المملكة المتحدة.

## وصلات خارجية
- ريتشارد وينسور على موقع IMDb (الإنجليزية)
- ريتشارد وينسور على موقع ألو سيني (الفرنسية)
- ريتشارد وينسور على موقع قاعدة بيانات الأفلام السويدية (السويدية)
- ريتشارد وينسور على موقع قاعدة بيانات الفيلم (الإنجليزية)
- ريتشارد وينسور على موقع كينوبويسك (الروسية)